# Gianni Stensness
Gianni Stensness (Ausztrália, 1999. február 7. –) új-zélandi korosztályos válogatott és ausztrál válogatott labdarúgó, a norvég Viking hátvédje.

## Pályafutása

### Klubcsapatokban
Stensness Ausztráliában született. Az ifjúsági pályafutását a North Shore Mariners csapatában kezdte, majd a Central Coast Mariners akadémiájánál folytatta.
2018-ban mutatkozott be a Manly United felnőtt keretében. 2018-ban az első osztályban szereplő Wellington Phoenixhez, majd 2019-ben a Central Coast Marinershez igazolt. 2021. augusztus 26-án hároméves szerződést kötött a norvég első osztályban érdekelt Viking együttesével. Először a 2021. augusztus 29-ei, Rosenborg ellen 2–1-re megnyert mérkőzés 76. percében, Harald Nilsen Tangen cseréjeként lépett pályára. Első gólját 2021. október 31-én, a Sarpsborg 08 ellen hazai pályán 2–1-es vereséggel zárult találkozón szerezte meg.

### A válogatottban
Stensness az U20-as és U23-as korosztályú válogatottban képviselte Új-Zélandot. Tagja volt a 2020-as tokiói olimpiára küldött új-zélandi labdarúgó-keretnek is.
2022-ben debütált az ausztrál válogatottban. Először a 2022. március 24-ei, Japán ellen 2–0-ra elvesztett mérkőzésen lépett pályára.

## Statisztikák
2023. április 15. szerint
| Klub                   | Szezon   | Osztály     | Bajnokság | Bajnokság | Kupa  | Kupa | Nemzetközi | Nemzetközi | Összesen | Összesen |
| Klub                   | Szezon   | Osztály     | Meccs     | Gól       | Meccs | Gól  | Meccs      | Gól        | Meccs    | Gól      |
| ---------------------- | -------- | ----------- | --------- | --------- | ----- | ---- | ---------- | ---------- | -------- | -------- |
| Wellington Phoenix     | 2018–19  | A-League    | 4         | 0         | 0     | 0    | —          | —          | 4        | 0        |
| Central Coast Mariners | 2019–20  | A-League    | 25        | 1         | 2     | 0    | —          | —          | 27       | 1        |
| Central Coast Mariners | 2020–21  | A-League    | 23        | 0         | 0     | 0    | —          | —          | 23       | 0        |
| Central Coast Mariners | Összesen | Összesen    | 48        | 1         | 2     | 0    | 0          | 0          | 50       | 1        |
| Viking                 | 2021     | Eliteserien | 14        | 1         | 4     | 0    | —          | —          | 18       | 1        |
| Viking                 | 2022     | Eliteserien | 18        | 0         | 1     | 0    | —          | —          | 19       | 0        |
| Viking                 | 2023     | Eliteserien | 1         | 0         | 2     | 1    | —          | —          | 3        | 1        |
| Viking                 | Összesen | Összesen    | 33        | 1         | 7     | 1    | 0          | 0          | 40       | 2        |
| Összesen               | Összesen | Összesen    | 85        | 2         | 9     | 1    | 0          | 0          | 94       | 3        |

### A válogatottban
| Válogatott | Év       | Pályára lépés | Gól |
| ---------- | -------- | ------------- | --- |
| Ausztrália | 2022     | 2             | 0   |
| Összesen   | Összesen | 2             | 0   |